# Natalja Małyszewa
Natalja Jurjewna Małyszewa (ros. Наталья Юрьевна Малышева; ur. 2 stycznia 1994) – rosyjska zapaśniczka walcząca w stylu wolnym. Zajęła piąte miejsce w mistrzostwach świata w 2014 roku. 
Srebrna medalistka mistrzostw Europy w 2017 i brązowa w 2025. Siódma na igrzyskach europejskich w 2015. Druga w Pucharze Świata w 2014 i piąta w 2017. Pierwsza na Światowych Igrzyskach Sportów Walki w 2013.
Wygrała ME U-23 w 2018. Mistrzyni świata i Europy juniorów w 2014. Mistrzyni Rosji w 2015, 2016, 2023 i 2024; druga w 2014 i 2017, a trzecia w 2013 roku.